# 1999 BR5
1999 BR5 är en asteroid i huvudbältet som upptäcktes den 20 januari 1999 av den kroatiska astronomen Korado Korlević vid Višnjan-observatoriet.
Asteroiden har en diameter på ungefär 8 kilometer och den tillhör asteroidgruppen Themis.